# Pityohyphantes cristatus
Pityohyphantes cristatus är en spindelart som beskrevs av Chamberlin och Ivie 1942. Pityohyphantes cristatus ingår i släktet Pityohyphantes och familjen täckvävarspindlar. Utöver nominatformen finns också underarten P. c. coloradensis.